# Róbert Mak
Róbert Mak (Bratislava, 8 marzo 1991) è un calciatore slovacco, centrocampista o attaccante dello Slovan Bratislava e della nazionale slovacca.

## Carriera

### Club
Nasce in Slovacchia, ma viene acquistato dalla società tedesca del Norimberga, dove - data l'età precoce - non riesce a dimostrare tutto il suo potenziale, ma dimostra a tratti delle buone capacità. In seguito passa allo Zenit San Pietroburgo, dove farà bene, e, dopo aver lasciato la Russia, si reca in Grecia, militando nel PAOK. Dopo essere stato acquistato dal Konyaspor, passa poi alla squadra ungherese del Ferencváros.

### Nazionale
Ha giocato nelle nazionali giovanili slovacche Under-17, Under-19 ed Under-21.
Viene convocato per gli Europei 2016 in Francia, nei quali fornisce un assist nella sconfitta per 2-1 contro il Galles.
Viene convocato anche per quelli successivi.

## Statistiche

### Presenze e reti nei club
| Stagione           | Squadra               | Campionato         | Campionato | Campionato | Coppe nazionali | Coppe nazionali | Coppe nazionali | Coppe continentali | Coppe continentali | Coppe continentali | Altre coppe | Altre coppe | Altre coppe | Totale | Totale |
| Stagione           | Squadra               | Comp               | Pres       | Reti       | Comp            | Pres            | Reti            | Comp               | Pres               | Reti               | Comp        | Pres        | Reti        | Pres   | Reti   |
| ------------------ | --------------------- | ------------------ | ---------- | ---------- | --------------- | --------------- | --------------- | ------------------ | ------------------ | ------------------ | ----------- | ----------- | ----------- | ------ | ------ |
| 2010-2011          | Norimberga            | BL                 | 22         | 3          | CG              | 0               | 0               | -                  | -                  | -                  | -           | -           | -           | 22     | 3      |
| 2011-2012          | Norimberga            | BL                 | 16         | 2          | CG              | 2               | 1               | -                  | -                  | -                  | -           | -           | -           | 18     | 3      |
| 2012-2013          | Norimberga            | BL                 | 19         | 1          | CG              | 1               | 1               | -                  | -                  | -                  | -           | -           | -           | 20     | 2      |
| 2013-2014          | Norimberga            | BL                 | 19         | 0          | CG              | 1               | 0               | -                  | -                  | -                  | -           | -           | -           | 20     | 0      |
| Totale Norimberga  | Totale Norimberga     | Totale Norimberga  | 76         | 6          |                 | 4               | 2               |                    | -                  | -                  |             | -           | -           | 80     | 8      |
| 2014-2015          | PAOK                  | SLE                | 25+5       | 7+0        | KE              | 1               | 0               | UEL                | 4                  | 1                  | -           | -           | -           | 35     | 8      |
| 2015-2016          | PAOK                  | SLE                | 24+4       | 6+1        | KE              | 6               | 4               | UEL                | 12                 | 9                  | -           | -           | -           | 46     | 20     |
| 2016-2017          | Zenit San Pietroburgo | PL                 | 17         | 4          | KR              | 2               | 1               | UEL                | 8                  | 1                  | -           | -           | -           | 27     | 6      |
| 2017-2018          | PAOK                  | SLE                | 25         | 3          | KE              | 7               | 1               | UEL                | 4                  | 1                  | -           | -           | -           | 36     | 5      |
| Totale PAOK        | Totale PAOK           | Totale PAOK        | 74+9       | 16+1       |                 | 14              | 5               |                    | 20                 | 11                 |             | -           | -           | 117    | 33     |
| 2018-2019          | Zenit San Pietroburgo | PL                 | 21         | 1          | KR              | 1               | 1               | UEL                | 13                 | 4                  | -           | -           | -           | 35     | 6      |
| 2019-gen.2020      | Zenit San Pietroburgo | PL                 | 5          | 1          | KR              | 2               | 1               | UCl                | 2                  | 0                  | SR          | 1           | 0           | 10     | 2      |
| Totale Zenit       | Totale Zenit          | Totale Zenit       | 43         | 6          |                 | 5               | 3               |                    | 14                 | 5                  |             | 1           | 0           | 63     | 14     |
| feb.-mar. 2020     | Konyaspor             | SL                 | 4          | 0          | TK              | 0               | 0               | -                  | -                  | -                  | -           | -           | -           | 4      | 0      |
| 2020-2021          | Ferencváros           | NBI                | 19         | 1          | MK              | 2               | 0               | UCL                | 5                  | 0                  | -           | -           | -           | 26     | 1      |
| 2021-2022          | Ferencváros           | NBI                | 13         | 3          | MK              | 3               | 1               | UCL+UEL            | 6+3                | 1+0                | -           | -           | -           | 25     | 5      |
| Totale Ferencvaros | Totale Ferencvaros    | Totale Ferencvaros | 32         | 4          |                 | 5               | 1               |                    | 14                 | 1                  |             | -           | -           | 51     | 6      |
| 2022-2023          | Sydney FC             | AL                 | 24+2       | 9+1        | AC              | 1               | 0               | -                  | -                  | -                  | -           | -           | -           | 27     | 10     |
| 2023-2024          | Sydney FC             | AL                 | 24+3       | 8+2        | AC              | 5               | 2               | -                  | -                  | -                  | -           | -           | -           | 32     | 12     |
| Totale Sydney FC   | Totale Sydney FC      | Totale Sydney FC   | 48+5       | 17+3       |                 | 6               | 2               |                    | -                  | -                  |             | -           | -           | 59     | 22     |
| 2024-2025          | Slovan Bratislava     | SL                 | 17+4       | 7+2        | SP              | 4               | 2               | UCL                | 15                 | 3                  | -           | -           | -           | 41     | 14     |
| Totale Carriera    | Totale Carriera       | Totale Carriera    | 323        | 62         |                 | 38              | 15              |                    | 63                 | 20                 |             | 1           | 0           | 415    | 97     |

### Cronologia presenze e reti in nazionale
| Cronologia completa delle presenze e delle reti in nazionale ― Slovacchia | Cronologia completa delle presenze e delle reti in nazionale ― Slovacchia | Cronologia completa delle presenze e delle reti in nazionale ― Slovacchia | Cronologia completa delle presenze e delle reti in nazionale ― Slovacchia | Cronologia completa delle presenze e delle reti in nazionale ― Slovacchia | Cronologia completa delle presenze e delle reti in nazionale ― Slovacchia | Cronologia completa delle presenze e delle reti in nazionale ― Slovacchia | Cronologia completa delle presenze e delle reti in nazionale ― Slovacchia |
| Data                                                                      | Città                                                                     | In casa                                                                   | Risultato                                                                 | Ospiti                                                                    | Competizione                                                              | Reti                                                                      | Note                                                                      |
| ------------------------------------------------------------------------- | ------------------------------------------------------------------------- | ------------------------------------------------------------------------- | ------------------------------------------------------------------------- | ------------------------------------------------------------------------- | ------------------------------------------------------------------------- | ------------------------------------------------------------------------- | ------------------------------------------------------------------------- |
| 6-2-2013                                                                  | Bruges                                                                    | Belgio                                                                    | 2 – 1                                                                     | Slovacchia                                                                | Amichevole                                                                | -                                                                         | 61’                                                                       |
| 22-3-2013                                                                 | Žilina                                                                    | Slovacchia                                                                | 1 – 1                                                                     | Lituania                                                                  | Qual. Mondiali 2014                                                       | -                                                                         |                                                                           |
| 26-3-2013                                                                 | Žilina                                                                    | Slovacchia                                                                | 0 – 0                                                                     | Svezia                                                                    | Amichevole                                                                | -                                                                         | 71’                                                                       |
| 7-6-2013                                                                  | Vaduz                                                                     | Liechtenstein                                                             | 1 – 1                                                                     | Slovacchia                                                                | Qual. Mondiali 2014                                                       | -                                                                         |                                                                           |
| 14-8-2013                                                                 | Bucarest                                                                  | Romania                                                                   | 1 – 1                                                                     | Slovacchia                                                                | Amichevole                                                                | -                                                                         | 70’                                                                       |
| 10-9-2013                                                                 | Žilina                                                                    | Slovacchia                                                                | 1 – 2                                                                     | Bosnia ed Erzegovina                                                      | Qual. Mondiali 2014                                                       | -                                                                         | 82’                                                                       |
| 15-11-2013                                                                | Breslavia                                                                 | Polonia                                                                   | 2 – 0                                                                     | Slovacchia                                                                | Amichevole                                                                | 1                                                                         | 63’                                                                       |
| 5-3-2014                                                                  | Netanya                                                                   | Israele                                                                   | 1 – 3                                                                     | Slovacchia                                                                | Amichevole                                                                | 1                                                                         | 46’                                                                       |
| 23-5-2014                                                                 | Senec                                                                     | Slovacchia                                                                | 2 – 0                                                                     | Montenegro                                                                | Amichevole                                                                | -                                                                         | 46’                                                                       |
| 26-5-2014                                                                 | San Pietroburgo                                                           | Russia                                                                    | 1 – 0                                                                     | Slovacchia                                                                | Amichevole                                                                | -                                                                         |                                                                           |
| 4-9-2014                                                                  | Žilina                                                                    | Slovacchia                                                                | 1 – 0                                                                     | Malta                                                                     | Amichevole                                                                | -                                                                         | 62’                                                                       |
| 8-9-2014                                                                  | Kiev                                                                      | Ucraina                                                                   | 0 – 1                                                                     | Slovacchia                                                                | Qual. Euro 2016                                                           | 1                                                                         |                                                                           |
| 9-10-2014                                                                 | Žilina                                                                    | Slovacchia                                                                | 2 – 1                                                                     | Spagna                                                                    | Qual. Euro 2016                                                           | -                                                                         | 61’                                                                       |
| 12-10-2014                                                                | Barysaŭ                                                                   | Bielorussia                                                               | 1 – 3                                                                     | Slovacchia                                                                | Qual. Euro 2016                                                           | -                                                                         | 62’                                                                       |
| 18-11-2014                                                                | Žilina                                                                    | Slovacchia                                                                | 2 – 1                                                                     | Finlandia                                                                 | Amichevole                                                                | -                                                                         | 64’                                                                       |
| 27-3-2015                                                                 | Žilina                                                                    | Slovacchia                                                                | 3 – 0                                                                     | Lussemburgo                                                               | Qual. Euro 2016                                                           | -                                                                         | 71’                                                                       |
| 31-3-2015                                                                 | Žilina                                                                    | Slovacchia                                                                | 1 – 0                                                                     | Rep. Ceca                                                                 | Amichevole                                                                | -                                                                         | 60’                                                                       |
| 14-6-2015                                                                 | Žilina                                                                    | Slovacchia                                                                | 2 – 1                                                                     | Macedonia                                                                 | Qual. Euro 2016                                                           | -                                                                         |                                                                           |
| 5-9-2015                                                                  | Oviedo                                                                    | Spagna                                                                    | 2 – 0                                                                     | Slovacchia                                                                | Qual. Euro 2016                                                           | -                                                                         | 46’                                                                       |
| 8-9-2015                                                                  | Žilina                                                                    | Slovacchia                                                                | 0 – 0                                                                     | Ucraina                                                                   | Qual. Euro 2016                                                           | -                                                                         | 84’                                                                       |
| 9-10-2015                                                                 | Žilina                                                                    | Slovacchia                                                                | 0 – 1                                                                     | Bielorussia                                                               | Qual. Euro 2016                                                           | -                                                                         | 79’                                                                       |
| 12-10-2015                                                                | Lussemburgo                                                               | Lussemburgo                                                               | 2 – 4                                                                     | Slovacchia                                                                | Qual. Euro 2016                                                           | 1                                                                         | 86’                                                                       |
| 13-11-2015                                                                | Trnava                                                                    | Slovacchia                                                                | 3 – 2                                                                     | Svizzera                                                                  | Amichevole                                                                | 1                                                                         | 74’                                                                       |
| 17-11-2015                                                                | Žilina                                                                    | Slovacchia                                                                | 3 – 1                                                                     | Islanda                                                                   | Amichevole                                                                | 2                                                                         | 75’                                                                       |
| 25-3-2016                                                                 | Trnava                                                                    | Slovacchia                                                                | 0 – 0                                                                     | Lettonia                                                                  | Amichevole                                                                | -                                                                         |                                                                           |
| 29-3-2016                                                                 | Dublino                                                                   | Irlanda                                                                   | 2 – 2                                                                     | Slovacchia                                                                | Amichevole                                                                | -                                                                         | 65’                                                                       |
| 4-6-2016                                                                  | Trnava                                                                    | Slovacchia                                                                | 0 – 0                                                                     | Irlanda del Nord                                                          | Amichevole                                                                | -                                                                         | 65’                                                                       |
| 11-6-2016                                                                 | Bordeaux                                                                  | Galles                                                                    | 2 – 1                                                                     | Slovacchia                                                                | Euro 2016 - 1º turno                                                      | -                                                                         |                                                                           |
| 15-6-2016                                                                 | Lilla                                                                     | Russia                                                                    | 1 – 2                                                                     | Slovacchia                                                                | Euro 2016 - 1º turno                                                      | -                                                                         | 80’                                                                       |
| 20-6-2016                                                                 | Saint-Étienne                                                             | Slovacchia                                                                | 0 – 0                                                                     | Inghilterra                                                               | Euro 2016 - 1º turno                                                      | -                                                                         |                                                                           |
| 4-9-2016                                                                  | Trnava                                                                    | Slovacchia                                                                | 0 – 1                                                                     | Inghilterra                                                               | Qual. Mondiali 2018                                                       | -                                                                         | 72’                                                                       |
| 8-10-2016                                                                 | Lubiana                                                                   | Slovenia                                                                  | 1 – 0                                                                     | Slovacchia                                                                | Qual. Mondiali 2018                                                       | -                                                                         |                                                                           |
| 11-10-2016                                                                | Trnava                                                                    | Slovacchia                                                                | 3 – 0                                                                     | Scozia                                                                    | Qual. Mondiali 2018                                                       | 2                                                                         | 81’                                                                       |
| 11-11-2016                                                                | Trnava                                                                    | Slovacchia                                                                | 4 – 0                                                                     | Lituania                                                                  | Qual. Mondiali 2018                                                       | -                                                                         | 84’                                                                       |
| 26-3-2017                                                                 | Ta' Qali                                                                  | Malta                                                                     | 1 – 3                                                                     | Slovacchia                                                                | Qual. Mondiali 2018                                                       | -                                                                         | 50’                                                                       |
| 10-6-2017                                                                 | Vilnius                                                                   | Lituania                                                                  | 1 – 2                                                                     | Slovacchia                                                                | Qual. Mondiali 2018                                                       | -                                                                         | 77’                                                                       |
| 1-9-2017                                                                  | Trnava                                                                    | Slovacchia                                                                | 1 – 0                                                                     | Slovenia                                                                  | Qual. Mondiali 2018                                                       | -                                                                         |                                                                           |
| 4-9-2017                                                                  | Londra                                                                    | Inghilterra                                                               | 2 – 1                                                                     | Slovacchia                                                                | Qual. Mondiali 2018                                                       | -                                                                         |                                                                           |
| 5-10-2017                                                                 | Glasgow                                                                   | Scozia                                                                    | 1 – 0                                                                     | Slovacchia                                                                | Qual. Mondiali 2018                                                       | -                                                                         |                                                                           |
| 10-11-2017                                                                | Leopoli                                                                   | Ucraina                                                                   | 2 – 1                                                                     | Slovacchia                                                                | Amichevole                                                                | -                                                                         | 63’                                                                       |
| 14-11-2017                                                                | Trnava                                                                    | Slovacchia                                                                | 1 – 0                                                                     | Norvegia                                                                  | Amichevole                                                                | -                                                                         | 74’                                                                       |
| 22-3-2018                                                                 | Bangkok                                                                   | Slovacchia                                                                | 2 – 1                                                                     | Emirati Arabi Uniti                                                       | Amichevole                                                                | -                                                                         | 66’                                                                       |
| 25-3-2018                                                                 | Bangkok                                                                   | Thailandia                                                                | 2 – 3                                                                     | Slovacchia                                                                | Amichevole                                                                | 1                                                                         | 82’                                                                       |
| 31-5-2018                                                                 | Trnava                                                                    | Slovacchia                                                                | 1 – 1                                                                     | Paesi Bassi                                                               | Amichevole                                                                | -                                                                         | 63’                                                                       |
| 4-6-2018                                                                  | Ginevra                                                                   | Slovacchia                                                                | 1 – 2                                                                     | Marocco                                                                   | Amichevole                                                                | -                                                                         | 46’                                                                       |
| 5-9-2018                                                                  | Trnava                                                                    | Slovacchia                                                                | 3 – 0                                                                     | Danimarca                                                                 | Amichevole                                                                | -                                                                         | 45’                                                                       |
| 9-9-2018                                                                  | Leopoli                                                                   | Ucraina                                                                   | 1 – 0                                                                     | Slovacchia                                                                | UEFA Nations League 2018-2019 - 1º turno                                  | -                                                                         |                                                                           |
| 13-10-2018                                                                | Trnava                                                                    | Slovacchia                                                                | 1 – 2                                                                     | Rep. Ceca                                                                 | UEFA Nations League 2018-2019 - 1º turno                                  | -                                                                         | 66’                                                                       |
| 16-10-2018                                                                | Solna                                                                     | Svezia                                                                    | 1 – 1                                                                     | Slovacchia                                                                | Amichevole                                                                | -                                                                         | 66’                                                                       |
| 16-11-2018                                                                | Trnava                                                                    | Slovacchia                                                                | 4 – 1                                                                     | Ucraina                                                                   | UEFA Nations League 2018-2019 - 1º turno                                  | 1                                                                         | 69’                                                                       |
| 19-11-2018                                                                | Praga                                                                     | Rep. Ceca                                                                 | 1 – 0                                                                     | Slovacchia                                                                | UEFA Nations League 2018-2019 - 1º turno                                  | -                                                                         | 58’                                                                       |
| 21-3-2019                                                                 | Trnava                                                                    | Slovacchia                                                                | 2 – 0                                                                     | Ungheria                                                                  | Qual. Euro 2020                                                           | -                                                                         | 79’                                                                       |
| 24-3-2019                                                                 | Cardiff                                                                   | Galles                                                                    | 1 – 0                                                                     | Slovacchia                                                                | Qual. Euro 2020                                                           | -                                                                         | 69’                                                                       |
| 11-6-2019                                                                 | Baku                                                                      | Azerbaigian                                                               | 1 – 5                                                                     | Slovacchia                                                                | Qual. Euro 2020                                                           | -                                                                         |                                                                           |
| 6-9-2019                                                                  | Trnava                                                                    | Slovacchia                                                                | 0 – 4                                                                     | Croazia                                                                   | Qual. Euro 2020                                                           | -                                                                         | 79’                                                                       |
| 9-9-2019                                                                  | Budapest                                                                  | Ungheria                                                                  | 1 – 2                                                                     | Slovacchia                                                                | Qual. Euro 2020                                                           | 1                                                                         | 86’                                                                       |
| 10-10-2019                                                                | Trnava                                                                    | Slovacchia                                                                | 1 – 1                                                                     | Galles                                                                    | Qual. Euro 2020                                                           | -                                                                         | 79’                                                                       |
| 16-11-2019                                                                | Fiume                                                                     | Croazia                                                                   | 3 – 1                                                                     | Slovacchia                                                                | Qual. Euro 2020                                                           | -                                                                         |                                                                           |
| 8-10-2020                                                                 | Bratislava                                                                | Slovacchia                                                                | 4 – 2                                                                     | Irlanda                                                                   | Qual. Euro 2020                                                           | -                                                                         | 64’                                                                       |
| 11-10-2020                                                                | Glasgow                                                                   | Scozia                                                                    | 1 – 0                                                                     | Slovacchia                                                                | UEFA Nations League 2020-2021 - 1º turno                                  | -                                                                         | 62’                                                                       |
| 14-10-2020                                                                | Trnava                                                                    | Slovacchia                                                                | 2 – 3                                                                     | Israele                                                                   | UEFA Nations League 2020-2021 - 1º turno                                  | 1                                                                         | 56’                                                                       |
| 12-11-2020                                                                | Belfast                                                                   | Irlanda del Nord                                                          | 1 – 2                                                                     | Slovacchia                                                                | Qual. Euro 2020                                                           | -                                                                         | 65’                                                                       |
| 18-11-2020                                                                | Plzeň                                                                     | Rep. Ceca                                                                 | 2 – 0                                                                     | Slovacchia                                                                | UEFA Nations League 2020-2021 - 1º turno                                  | -                                                                         | 62’                                                                       |
| 27-3-2021                                                                 | Trnava                                                                    | Slovacchia                                                                | 2 – 2                                                                     | Malta                                                                     | Qual. Mondiali 2022                                                       | -                                                                         |                                                                           |
| 30-3-2021                                                                 | Trnava                                                                    | Slovacchia                                                                | 2 – 1                                                                     | Russia                                                                    | Qual. Mondiali 2022                                                       | 1                                                                         | 76’                                                                       |
| 6-6-2021                                                                  | Vienna                                                                    | Austria                                                                   | 0 – 0                                                                     | Slovacchia                                                                | Amichevole                                                                | -                                                                         | 63’                                                                       |
| 14-6-2021                                                                 | San Pietroburgo                                                           | Polonia                                                                   | 1 – 2                                                                     | Slovacchia                                                                | Euro 2020 - 1º turno                                                      | -                                                                         | 87’                                                                       |
| 18-6-2021                                                                 | San Pietroburgo                                                           | Svezia                                                                    | 1 – 0                                                                     | Slovacchia                                                                | Euro 2020 - 1º turno                                                      | -                                                                         | 77’                                                                       |
| 23-6-2021                                                                 | Siviglia                                                                  | Slovacchia                                                                | 0 – 5                                                                     | Spagna                                                                    | Euro 2020 - 1º turno                                                      | -                                                                         | 69’                                                                       |
| 1-9-2021                                                                  | Lubiana                                                                   | Slovenia                                                                  | 1 – 1                                                                     | Slovacchia                                                                | Qual. Mondiali 2022                                                       | -                                                                         | 64’                                                                       |
| 4-9-2021                                                                  | Bratislava                                                                | Slovacchia                                                                | 0 – 1                                                                     | Croazia                                                                   | Qual. Mondiali 2022                                                       | -                                                                         | 79’                                                                       |
| 11-11-2021                                                                | Trnava                                                                    | Slovacchia                                                                | 2 – 2                                                                     | Slovenia                                                                  | Qual. Mondiali 2022                                                       | -                                                                         | 71’                                                                       |
| 14-11-2021                                                                | Ta' Qali                                                                  | Malta                                                                     | 0 – 6                                                                     | Slovacchia                                                                | Qual. Mondiali 2022                                                       | -                                                                         | 61’                                                                       |
| 23-3-2023                                                                 | Trnava                                                                    | Slovacchia                                                                | 0 – 0                                                                     | Lussemburgo                                                               | Qual. Euro 2024                                                           | -                                                                         | 73’                                                                       |
| 26-3-2023                                                                 | Bratislava                                                                | Slovacchia                                                                | 2 – 0                                                                     | Bosnia ed Erzegovina                                                      | Qual. Euro 2024                                                           | 1                                                                         | 58’                                                                       |
| 17-6-2023                                                                 | Reykjavík                                                                 | Islanda                                                                   | 1 – 2                                                                     | Slovacchia                                                                | Qual. Euro 2024                                                           | -                                                                         | 57’                                                                       |
| 20-6-2023                                                                 | Vaduz                                                                     | Liechtenstein                                                             | 0 – 1                                                                     | Slovacchia                                                                | Qual. Euro 2024                                                           | -                                                                         | 62’                                                                       |
| 11-9-2023                                                                 | Bratislava                                                                | Slovacchia                                                                | 3 – 0                                                                     | Liechtenstein                                                             | Qual. Euro 2024                                                           | 1                                                                         | 69’                                                                       |
| 13-10-2023                                                                | Porto                                                                     | Portogallo                                                                | 3 – 2                                                                     | Slovacchia                                                                | Qual. Euro 2024                                                           | -                                                                         | 46’                                                                       |
| 19-11-2023                                                                | Zenica                                                                    | Bosnia ed Erzegovina                                                      | 1 – 2                                                                     | Slovacchia                                                                | Qual. Euro 2024                                                           | -                                                                         | 75’                                                                       |
| 23-3-2024                                                                 | Bratislava                                                                | Slovacchia                                                                | 0 – 2                                                                     | Austria                                                                   | Amichevole                                                                | -                                                                         | 83’                                                                       |
| Totale                                                                    |                                                                           | Presenze (9º posto)                                                       | 81                                                                        |                                                                           | Reti (4º posto)                                                           | 16                                                                        |                                                                           |

## Palmarès

### Club

#### Competizioni giovanili
- FA Youth Cup: 1

Manchester City: 2007-2008

#### Competizioni nazionali
- Coppa di Grecia: 1

PAOK: 2017-2018
- Campionato russo: 1

Zenit San Pietroburgo: 2018-2019
- Campionato ungherese: 2

Ferencváros: 2020-2021, 2021-2022
- Coppa d'Ungheria: 1

Ferencváros: 2021-2022
- Australia Cup: 1

Sydney FC: 2023
- Campionato slovacco: 1

Slovan Bratislava: 2024-2025